# Belarussische Kombinierte-Pyramide-Meisterschaft
Die belarussische Kombinierte-Pyramide-Meisterschaft ist ein Billardturnier zur Ermittlung der nationalen Meister von Belarus in der Disziplin Kombinierte Pyramide, das zumeist jährlich ausgetragen wird. Bei den Herren fand das Turnier 2019 und 2021 zweimal statt. In den Jahren 2012 bis 2015 sowie 2021 wurde die Damenmeisterschaft nicht ausgespielt und stattdessen eine zweite Ausgabe der Freie-Pyramide-Meisterschaft veranstaltet.
Rekordsiegerin ist die dreimalige Meisterin Kazjaryna Perepetschajewa. Bei den Herren war Uladsislau Radsiwonau mit vier Titeln am erfolgreichsten.

## Herrenturnier

### Die Turniere im Überblick
| Jahr   | Belarussischer Meister | Ergebnis | Finalist              | Halbfinalisten 1      |
| ------ | ---------------------- | -------- | --------------------- | --------------------- |
| 2011   | Aleh Retschyz          | 6:2      | Janusch Markozinski   | Sjarhej Bahdanau      |
| 2011   | Aleh Retschyz          | 6:2      | Janusch Markozinski   | Jauhen Kurta          |
| 2012   | Jauhen Kurta           | 6:5      | Andrej Hluschanin     | Illja Kasatschenka    |
| 2012   | Jauhen Kurta           | 6:5      | Andrej Hluschanin     | Aljaksandr Kanteruk   |
| 2013   | Andrej Hluschanin      | 6:3      | Aleh Retschyz         | Swjataslau Sjamjonau  |
| 2013   | Andrej Hluschanin      | 6:3      | Aleh Retschyz         | Jauhen Dsemjanzej     |
| 2014   | Swjataslau Sjamjonau   | 6:2      | Jauhen Saltouski      | Jauhen Kurta          |
| 2014   | Swjataslau Sjamjonau   | 6:2      | Jauhen Saltouski      | Jan Hryhorjeu         |
| 2015   | Wadsim Karpowitsch     | 6:4      | Jan Hryhorjeu         | Swjataslau Sjamjonau  |
| 2015   | Wadsim Karpowitsch     | 6:4      | Jan Hryhorjeu         | Andrej Hluschanin     |
| 2016   | Jauhen Saltouski       | 6:4      | Swjataslau Sjamjonau  | Jauhen Kurta          |
| 2016   | Jauhen Saltouski       | 6:4      | Swjataslau Sjamjonau  | Jan Hryhorjeu         |
| 2017   | Dsjanis Kolassau       | 6:4      | Jauhen Kurta          | Uladsislau Radsiwonau |
| 2017   | Dsjanis Kolassau       | 6:4      | Jauhen Kurta          | Waleryj Tschyschou    |
| 2018   | Uladsislau Radsiwonau  | 5:4      | Jauhen Saltouski      | Andrej Hluschanin     |
| 2018   | Uladsislau Radsiwonau  | 5:4      | Jauhen Saltouski      | Aljaksej Plaunik      |
| 2019/1 | Jan Hryhorjeu          | 5:3      | Uladsislau Radsiwonau | Waleryj Tschyschou    |
| 2019/1 | Jan Hryhorjeu          | 5:3      | Uladsislau Radsiwonau | Janusch Markozinski   |
| 2019/2 | Uladsislau Radsiwonau  | 4:0      | Janusch Markozinski   | Aljaksandr Hamesa     |
| 2019/2 | Uladsislau Radsiwonau  | 4:0      | Janusch Markozinski   | Wadsim Karpowitsch    |
| 2021/1 | Uladsislau Radsiwonau  | 4:1      | Wadsim Nabojtschenko  | Szjapan Leschennikau  |
| 2021/1 | Uladsislau Radsiwonau  | 4:1      | Wadsim Nabojtschenko  | Aljaksandr Hamesa     |
| 2021/2 | Uladsislau Radsiwonau  | 4:3      | Waleryj Tschyschou    | Janusch Markozinski   |
| 2021/2 | Uladsislau Radsiwonau  | 4:3      | Waleryj Tschyschou    | Wital Budylin         |

### Rangliste
| Platz | Spieler               | Gold | Silber | Bronze |
| ----- | --------------------- | ---- | ------ | ------ |
| 1     | Uladsislau Radsiwonau | 4    | 1      | 1      |
| 2     | Jauhen Saltouski      | 1    | 2      | 0      |
| 3     | Jauhen Kurta          | 1    | 1      | 3      |
| 4     | Andrej Hluschanin     | 1    | 1      | 2      |
| 4     | Jan Hryhorjeu         | 1    | 1      | 2      |
| 4     | Swjataslau Sjamjonau  | 1    | 1      | 2      |
| 7     | Aleh Retschyz         | 1    | 1      | 0      |
| 8     | Wadsim Karpowitsch    | 1    | 0      | 1      |
| 9     | Dsjanis Kolassau      | 1    | 0      | 0      |

## Damenturnier

### Die Turniere im Überblick
| Jahr | Belarussische Meisterin   | Ergebnis | Finalistin                | Halbfinalistinnen 2   |
| ---- | ------------------------- | -------- | ------------------------- | --------------------- |
| 2016 | Kazjaryna Perepetschajewa | 4:2      | Anastassija Baurowa       | Aljaksandra Hisels    |
| 2016 | Kazjaryna Perepetschajewa | 4:2      | Anastassija Baurowa       | Wolha Iwanowa         |
| 2017 | Kazjaryna Perepetschajewa | 4:2      | Wolha Dabryjan            | Anastassija Baurowa   |
| 2017 | Kazjaryna Perepetschajewa | 4:2      | Wolha Dabryjan            | Ljudmila Tutewitsch   |
| 2018 | Wolha Dabryjan            | (4:3) 3  | Kazjaryna Perepetschajewa | Anastassija Filipawa  |
| 2018 | Wolha Dabryjan            | (4:3) 3  | Kazjaryna Perepetschajewa | Anastassija Baurowa 4 |
| 2019 | Kazjaryna Perepetschajewa | 3:0      | Anastassija Filipawa      | Kazjaryna Wjarbizkaja |
| 2019 | Kazjaryna Perepetschajewa | 3:0      | Anastassija Filipawa      | Anastassija Baurowa 5 |

### Rangliste
| Platz | Spieler                   | Gold | Silber | Bronze |
| ----- | ------------------------- | ---- | ------ | ------ |
| 1     | Kazjaryna Perepetschajewa | 3    | 1      | 0      |
| 2     | Wolha Dabryjan            | 1    | 1      | 0      |